# Max de Terra
Max de Terra, švicarski dirkač Formule 1, * 6. oktober 1918, Zürich, Švica, † 29. december 1982, Zürich, Švica.

## Življenjepis
V svoji karieri je nastopil le na dveh domačih dirkah, Veliki nagradi Švice v sezoni 1952, kjer je z dirkalnikom Simca-Gordini Type 11 privatnega moštva odstopil, in Veliki nagradi Švice v sezoni 1953, kjer je z dirkalnikom Ferrari 166C privatnega moštva zasedel osmo mesto. Umrl je leta 1982.

## Popolni rezultati Formule 1
(legenda) (odebeljene dirke pomenijo najboljši štartni položaj, poševne pa najhitrejši krog, †-uvrščen kljub odstopu)
| Leto | Moštvo         | Šasija                | Motor            | 1       | 2   | 3   | 4   | 5   | 6   | 7   | 8     | 9   | Prv | Toč |
| ---- | -------------- | --------------------- | ---------------- | ------- | --- | --- | --- | --- | --- | --- | ----- | --- | --- | --- |
| 1952 | Alfred Dattner | Simca-Gordini Type 11 | Simca Straight-4 | ŠVI Ret | 500 | BEL | FRA | VB  | NEM | NIZ | ITA   |     | -   | 0   |
| 1953 | Ecurie Espadon | Ferrari 166C          | Ferrari V12      | ARG     | 500 | NIZ | BEL | FRA | VB  | NEM | ŠVI 8 | ITA | -   | 0   |